# Stéphanie Foretz
Stéphanie Foretz (ur. 3 maja 1981 w Issy-les-Moulineaux) – francuska tenisistka, finalistka juniorskiego Roland Garros z 1999.

## Kariera tenisowa
Foretz w 1997 roku zadebiutowała w zawodowym turnieju ITF w Saint Raphael, osiągając półfinał. Już rok później zdobyła swój pierwszy tytuł w tego rodzaju imprezie, a dorobek uzupełniła o dwa inne finały. W lutym 1999 próbowała swoich sił w kwalifikacjach do halowych zawodów WTA w Paryżu, ale odpadła w decydującej rundzie. Dzięki dzikiej karcie dostała się do drabinki głównej w Strasburgu i wygrała tam z Åsą Carlsson. Została pokonana przez Mary Joe Fernández. W pierwszym meczu French Open trafiła na swoją znaną rodaczkę, Nathalie Dechy i mimo wyrównanej walki zeszła z kortu pokonana (w tie-breaku pierwszego seta przegrała 14:16).
Otrzymała prawo startu w głównym turnieju Roland Garros w 2000 roku i sprawiła sporą sensację, eliminując z niego Alicię Molik. Rok później zakwalifikowała się do pięciu profesjonalnych imprez, odnosząc kilka cennych zwycięstw. W Auckland pokonała Sarah Pitkowski, w Budapeszcie Maję Matevžič i Laurence Courtois, w Eastbourne Anastasiję Myskinę. W Szanghaju doszła ćwierćfinału, ulegając Monice Seles. W maju doszła do półfinału konkurencji deblowej na Bol razem z Galiną Fokiną. W ćwierćfinale pokonały najwyżej rozstawione Corinę Morariu i Ai Sugiyamę.
W kwietniu 2002 Foretz sprawiła sensację w Charleston, osiągając ćwierćfinał i eliminując z dalszej rywalizacji Monicę Seles i Conchitę Martínez. Została sklasyfikowana w czołowej setce rankingu tenisistek. Na Roland Garros w 2004 pokonała Dechy, broniąc wcześniej trzy piłki meczowe. Razem z Michaëllą Krajicek doszła do finału gry podwójnej w Antwerpii w 2006 roku.

## Finały turniejów WTA
| Legenda                     | Legenda |
| --------------------------- | ------- |
| Wielki Szlem                |         |
| Igrzyska olimpijskie        |         |
| WTA Tour Championships      |         |
| 1988 – 2008                 |         |
| Kategoria I                 |         |
| Kategoria II                |         |
| Kategoria III               |         |
| Kategoria IV                |         |
| Kategoria V                 |         |
| 2009 – 2020                 |         |
| WTA Premier Mandatory       |         |
| WTA Premier 5               |         |
| WTA Premier                 |         |
| WTA International Series    |         |
| WTA 125K series (2012–2020) |         |

### Gra podwójna 2 (0-2)
| Końcowy wynik | Nr | Data           | Turniej   | Nawierzchnia  | Partnerka          | Przeciwniczki                    | Wynik finału |
| ------------- | -- | -------------- | --------- | ------------- | ------------------ | -------------------------------- | ------------ |
| Finalistka    | 1. | 19 lutego 2006 | Antwerpia | Twarda (hala) | Michaëlla Krajicek | Dinara Safina Katarina Srebotnik | 1:6, 1:6     |
| Finalistka    | 2. | 23 maja 2009   | Strasburg | Ceglana       | Claire Feuerstein  | Nathalie Dechy Mara Santangelo   | 0:6, 1:6     |

## Wygrane turnieje rangi ITF
| turnieje z pulą nagród 100 000 $ |
| turnieje z pulą nagród 75 000 $  |
| turnieje z pulą nagród 50 000 $  |
| turnieje z pulą nagród 25 000 $  |
| turnieje z pulą nagród 15 000 $  |
| turnieje z pulą nagród 10 000 $  |

### Gra pojedyncza
|    | Data       | Turniej        | ($)    | Naw.   | Finalistka         | Wynik               |
| 1. | 15/11/1998 | Hawr           | 10 000 | ziemna | Celine Beigebeder  | 1:6, 6:4, 6:3       |
| 2. | 09/07/2000 | Mont-de-Marsan | 25 000 | ziemna | Dally Randriantefy | 6:2, 6:3            |
| 3. | 09/05/2004 | Katania        | 25 000 | ziemna | Kathrin Wörle      | 6:4, 6:7(2), 6:2    |
| 4. | 24/04/2005 | Walencja       | 25 000 | ziemna | Anna Floris        | 6:3, 6:0            |
| 5. | 18/09/2005 | Bordeaux       | 75 000 | ziemna | Ludmiła Skawronska | 6:1, 6:2            |
| 6. | 01/10/2006 | Biella         | 50 000 | ziemna | Tathiana Garbin    | 7:5, 3:1 krecz      |
| 7. | 22/10/2006 | Saint-Raphaël  | 50 000 | twarda | Youlia Fedossova   | 7:6(5), 6:7(4), 6:1 |
| 8. | 13/07/2014 | Gatineau       | 25 000 | twarda | Françoise Abanda   | 6:3, 3:6, 6:3       |
| 9. | 09/11/2014 | Équeurdreville | 25 000 | twarda | Anhelina Kalinina  | 5:2 krecz           |

## Finały juniorskich turniejów wielkoszlemowych

### Gra pojedyncza (1)
| Końcowy wynik | Rok  | Turniej     | Nawierzchnia | Przeciwniczka          | Wynik finału |
| Finalistka    | 1999 | French Open | Ceglana      | Lourdes Domínguez Lino | 4:6, 4:6     |